# Jesús Mendoza Gámez
J. Jesús Mendoza Gámez (n. Piedras Negras, Coahuila, México; 31 de mayo de 1901 - f. México; 1980) fue un ferrocarrilero, comerciante y deportista mexicano que fungió como presidente del Club Deportivo Guadalajara de 1941 a 1943.

## Biografía
Nació el 31 de mayo en Piedras Negras, Coahuila, siendo hijo de  María Luz Gámez.
A temprana edad se muda a la Ciudad de México y después reside en la ciudad de Guadalajara, donde empezó a trabajar como ayudante del mecánico de los talleres de los Ferrocarriles Nacionales. Desde su llegada a la perla tapatía se incorpora a distintas instituciones deportivas, fue secretario del Club Deportivo Nacional en 1934 y fue presidente de la misma institución en 1936.
También fue jugador de básquetbol en el Nacional y entrenador del equipo en 1935. Así mismo, fue entrenador de fútbol dentro de la misma institución en 1936.
Gracias a su buena gestión al mando de la institución albiverde logra colocarse como presidente de la Federación Deportiva Occidental de Aficionados en 1935 y de la Asociación Jalisciense de Fútbol de 1936 a 1940. Para 1937, el Gordo, como se le conocía, ya era oficial mayor de las oficinas de Ferrocarriles Nacionales. Después de
Además de involucrarse con el fútbol y el básquetbol, Jesús Mendoza gustaba de practicar el béisbol. A su llegada al Club Deportivo Guadalajara, fue elegido como entrenador del equipo de béisbol, y ejerció ese cargo de 1939 a 1942.
Ya dentro de la institución rojiblanca de la colonia Reforma, tuvo participación en varias mesas directivas. Durante la administración de Pedro Ramírez, fue elegido como Secretario, y finalmente en 1941 ocupó el puesto de presidente, el cual dejaría en 1943.